# 竹内街道
竹内街道（たけのうちかいどう）は、大阪府堺市から奈良県葛城市の長尾神社付近に至る日本最古の古代官道である。かつては丹比道（たじひみち）と言われた。
羽曳野市の白鳥交差点から葛城市の竹内集落付近までの区間は、そのほとんどの区域が1974年から国道166号に指定されている。2017年には大阪で初めて日本遺産に認定。また、太子町では一大イベントとして春に「太子聖燈会」、秋に「竹内街道灯路祭り」が毎年開催されている。

## 概要
二上山の南麓を通って、大和国と河内国を結んだ古代の幹線道路の一つ。日本最古の官道といわれる。大阪府堺市大小路から竹内峠を通り、奈良県葛城市に所在する長尾神社までの約26キロメートルの道が現存している（内大阪府下は23キロメートル）。両端の難波、飛鳥とも市街地になっていることから、かつて幅30 メートルあったとされる飛鳥時代の大道の面影は残されていない。街道沿いには、応神天皇陵、仁徳天皇陵、推古天皇陵をはじめとする古墳が多数あることから、物資輸送路、文化伝達路として重要な役割を果たした幹線通りと考えられている。古市古墳群と百舌鳥古墳群のほぼ中央部を走る東西道路であり、2つの古墳群を繋ぐ道路であったとも考えられる。長尾街道より遅れて敷設されたと考えられる。また、この街道を直線道路として東西に延長すれば誉田山古墳南端の後円部に、大仙古墳の南東端部の前方部に接して通っていることになる。つまり、この二つの巨大古墳は地図上の北緯線上に造られていることが分かる。
竹内街道の名は、奈良県葛城市にある竹内集落を通って竹内峠を越えていくことに由来する。

## 成り立ち・歴史
竹内街道は『日本書紀』の推古天皇21年（613年）の条に、後に上町台地に首都の難波宮が置かれる「難波（大阪市）より京（飛鳥）に至る大道（おおじ）を置く」と記されていた難波大道などと同様、日本最古の「官道」である。一説には、聖徳太子が小野妹子らが中国大陸への使者として派遣された遣隋使が帰国の際に同行してくる大陸からの使者が通るために、立派な道路が必要だと考えて整備したものだといわれる。現在の竹内街道は、大部分は推古天皇時代の官道と重なっている。東側は奈良盆地南部を東西に横切る官道横大路に繋がっている。天武天皇元年7月1日（672年7月30日）の条に「会明に、西の方を臨み見れば、大津・丹比、両の道より、戦の衆多に至る」とみえ、壬申の乱にも使われていたことが分かり、長尾街道と竹内街道であると推定されている。
官道として整備されたのは上記の通り7世紀初め頃であるが、二上山の西麓（現在の大阪府太子町）には4世紀から5世紀にかけての陵墓・古墳などの遺跡が数多く残っているため、既にかなりの人々の往来があったと思われる。
飛鳥時代には、遣隋使の使節や留学僧が往来し、難波から上陸した大陸の先進文化は、竹内街道を通って大和へ伝えられ飛鳥文化の発展をもたらしたほか、シルクロードから海路を通って伝来した仏教もまた、竹内街道を通って大和へ伝わり、日本文化のいしづえとなったといわれる。
中世には伊勢街道の一部として存続し、1890年に府県道となり、1974年に国道166号に指定されている。したがって竹内街道は飛鳥時代より現在に至るまで街道として利用されていることになる。
近世には起点を堺大道筋（紀州街道）交点とした。江戸時代、沿道の竹内集落に松尾芭蕉が一時期住んでいた。現在、そこに芭蕉歌碑の綿弓塚があり、公園として整備されている。

## 経由地 （沿線施設等）
（西側から記述する）
堺市
- 堺（大小路交差点=大道筋交点） - 瓦町（堺市役所） - 榎元町（西高野街道と分岐） - 大阪市交通局中百舌鳥検車場の北側 - ときはま線と交差 - 金岡町（金岡神社） - 大阪中央環状線と斜めに交差（この付近で難波大道と合流） - 大泉緑地南沿い - 野遠町（下高野街道と交差） - 西除川（西除橋）

松原市
- 岡町（丹南北交差点=国道309号交点） - 岡（丹南東交差点=中高野街道と交差） - 立部（立部西・立部東交差点=大阪中央環状線交点）

羽曳野市
- 野（野公民館前） - 東除川（伊勢橋） - 天仁病院前 - ボケ山古墳（仁賢天皇陵）付近 - 軽里1丁目交点 - 白鳥交差点（国道170号交点） - 古市駅前 - （国道166号） - 上ノ太子駅前

南河内郡太子町
- 六枚橋交差点（太子町役場付近） - （旧街道） - 竹内街道歴史資料館 - 風鼻橋東詰交差点（道の駅近つ飛鳥の里太子付近） - 竹内峠

葛城市
- 高峰神社付近 - （旧街道・竹内集落内） - 芭蕉旧跡綿弓塚 - 竹内交差点南 - 長尾街道交点 - 長尾神社 - 長尾交差点（以東は横大路）